# Millay
 Millay  es una población y comuna francesa, situada en la región de Borgoña, departamento de Nièvre, en el distrito de Ville de Château-Chinon y cantón de Luzy.

## Demografía
| 838 | 776 | 674 | 627 | 557 | 490 |
| Para los censos de 1962 a 1999 la población legal corresponde a la población sin duplicidades (Fuente: INSEE [Consultar]) |     |     |     |     |     |

### Monumentos y lugares turísticos
- El Monumento a los Muertos firmado por el escultor Eugène Benet y la fundición Durenne